# Heath MacDonald
Heath MacDonald, né le 9 mai 1966, est un homme politique canadien, membre du Parti libéral.
Il est élu à l'Assemblée législative de l'Île-du-Prince-Édouard lors de l'élection provinciale de 2015. Il représente la circonscription de Cornwall-Meadowbank en tant qu'un membre du Parti libéral de l'Île-du-Prince-Édouard.
MacDonald se présente en tant que candidat libéral dans la circonscription de fédérale de Malpèque et est élu lors des élections de 2021.